# Barłaam
Barłaam, Barlaam – imię męskie pochodzenia semickiego składające się z elementu bar- i -lo-ammi (występujące w Księdze Ozeasza Lo-Ammi – Nie-mój-lud). Imię to nosiło kilku świętych. Było bardziej rozpowszechnione na obszarze prawosławnym, jako Warłam.
Barłaam imieniny obchodzi 19 i 27 listopada.
Barłaam w innych językach:
- rosyjski — Варлаам, Варлам (pol. Warłam)[2].

Znane osoby noszące to imię
- Warłam, metropolita Moskwy i Wszechrusi
- Warłam Szałamow, rosyjski prozaik i poeta, więzień Gułagu